# Rhaebo olallai
Rhaebo olallai – gatunek mało znanego płaza bezogonowego z rodziny ropuchowatych (Bufonidae). Jest endemitem Ekwadoru krytycznie zagrożonym wyginięciem.

## Systematyka
Gatunek ten opisał Marinus Steven Hoogmoed w 1985 roku pod nazwą Andinophryne olallai, umieszczając go w nowym rodzaju Andinophryne wraz z również nowo opisanym Andinophryne colomai. W 2015 na podstawie badań genetycznych rodzaj Andinophryne został zsynonimizowany z Rhaebo. Epitet gatunkowy olallai upamiętnia J. Olallę, jednego z członków rodziny Olalla, która od lat 40. XX wieku dostarczała kilku muzeom w Ekwadorze i zagranicą liczne okazy rzadkich gadów i płazów.

## Występowanie
Jak jego krewny Rhaebo colomai, R. olallai jest gatunkiem endemicznym, występującym tylko w jednym miejscu na świecie. Zasiedla niewielki obszar w Andach północno-zachodniego Ekwadoru; okaz holotypowy (samicę) odkryto w latach siedemdziesiątych XX wieku przy Tandayapa w prowincji Pichincha, na wysokości około półtora kilometra nad poziomem morza, zaś 20 dalszych okazów odkryto w latach 2012–2013 ok. 40 kilometrów na północ od miejsca odkrycia okazu holotypowego, na obszarze prowincji Imbabura. Do tego gatunku zaliczono też trzy płazy odkryte na obszarze kolumbijskiego departamentu Nariño; z badań Lyncha i współpracowników (2014) wynika jednak, że reprezentują one inny gatunek.
Gatunek zamieszkuje górskie lasy mgliste, w których prowadzi lądowy tryb życia.
Holotyp znaleziono na liściu około pół metra nad poziomem gruntu w okolicy niewielkiego zbiornika wodnego. Było to nocą, choć osobniki tego gatunku znajdowano też w ciągu dnia. Osobniki odkryte w latach 2012–2013 znaleziono na liściach lub gałęziach wiszących nad zbiornikami wodnymi lub w ich bliskim sąsiedztwie, średnio 1,4 metra nad poziomem gruntu (maksymalnie 4 metry nad poziomem gruntu). Prawdopodobnie aktywne za dnia, poszukując pożywienia w lasach sąsiadujących ze zbiornikami wodnymi; noc spędzają w bezruchu na liściach wiszących nad zbiornikami wodnymi.

## Status zagrożenia
Międzynarodowa Unia Ochrony Przyrody (IUCN) od 2004 roku klasyfikowała ten gatunek jako niedostatecznie rozpoznany (DD) ze względu na brak stwierdzeń przez wiele lat oraz niepewną przynależność gatunkową populacji z Kolumbii. Lynch i współpracownicy (2014) postulowali zaliczenie go do kategorii zagrożenia EN (gatunek zagrożony). W 2019 roku IUCN zmieniła status gatunku na krytycznie zagrożony (CR).
Liczebności gatunku nie można ustalić, aczkolwiek ze względu na bardzo ograniczony obszar występowania (około 4 km²) prawdopodobnie jest niewielka. Sądzi się, że liczebność się zmniejsza. Zagrożeniem dla gatunku jest utrata i fragmentacja siedlisk wskutek rozwoju rolnictwa i wycinki drzew.